# KOAN Sound
KOAN Sound é uma dupla de música eletrônica formada em Bristol, Reino Unido, por Will Weeks e Jim Bastow. Seu primeiro lançamento foi o single "Clowny / Blessed" em 2008. Embora tenham inicialmente atraído atenção do público pela sua produção de dubstep, foram gradualmente se afastando do gênero e solidificando o seu próprio estilo, tendo sido um dos primeiros artistas a assinarem um contrato discográfico com a gravadora OWSLA, de propriedade do músico estadunidense de dubstep Skrillex.
Na cerimônia dos prêmios Dubstep de 2011, KOAN Sound venceu na categoria "Artista Revelação do Ano". Três anos depois foi lançado o extended play (EP) Dynasty, do qual a faixa "7th Dimension" fez uma estreia no número doze da tabela de canções independentes do Reino Unido. Após um hiato de três anos foi finalmente divulgado o álbum de estúdio de estreia do duo, intitulado Polychrome (2018), através da Shoshin, gravadora fundada pelos dois integrantes.

## Carreira

### 2005–2012: Formação e BBC Radio
Weeks e Bastow se conheceram aos onze anos, descobrindo que tinham gostos musicais similares. Naquela época, eles tocavam juntos em outras bandas. Por volta dos 15 ou 16 anos, começaram a produzir música eletrônica que, na época, ainda era música underground. A dupla foi formada oficialmente em 2008. O nome KOAN Sound foi escolhido devido à ideia do koan, do budismo. Eles explicam que eles sempre foram influenciados pela filosofia, e que "se você se dedica ao processo criativo, (...) fazer música é semelhante a meditar". O primeiro lançamento da dupla foi o dual single "Clowny / Blessed", em 2008, na gravadora Abducted Dub. Inicialmente, ganharam reconhecimento como produtores de dubstep. Seu primeiro EP foi Free, lançado em janeiro de 2011.
Em 23 de maio de 2011, KOAN Sound lançou o EP Max Out. O lançamento foi visto como um ponto de virada em seu gênero, gradualmente se afastando do modelo dubstep de suas músicas anteriores e exibindo uma variedade maior de estilos. Este fato fez com que a popularidade de KOAN Sound aumentasse, levando-os a trabalhar com mais artistas, incluindo Ed Sheeran. Em 1 de novembro, a dupla lançou o EP Funk Blaster na gravadora OWSLA. O EP alcançou o número 1 na categoria de lançamentos do Beatport. No final do ano, ganharam o prêmio de Artista Revelação do Ano na Dubstep Awards de 2011. Durante 2012, KOAN Sound se apresentou na Europa e na América do Norte com Skrillex, Diplo e outros no Full Flex Express Tour em 2012. A dupla foi elogiada por Skrillex em uma entrevista de abril; ele disse que "[e]les são incrivelmente talentosos". Em 4 de setembro, o EP The Adventures of Mr. Fox foi lançado na OWSLA. O lançamento inclui remixes de Reso, Neosignal e Opiuo. Uma das faixas do álbum, "80s Fitness", teve destaque em um anúncio da The Radio 1 Breakfast Show com Nick Grimshaw e recebeu airplay na BBC Radio 1 e 1Xtra. Suas músicas foram tocadas por Skream, Benga, MistaJam, Annie Nightingale e outros, e completaram o mix Daily Dose: OWSLA After Dark de MistaJam.

### 2013–presente: Movember e álbum de estreia
Em junho de 2013, participaram do Electric Daisy Carnival. Em 22 de outubro, o EP Sanctuary, feito em colaboração com o produtor Asa, foi lançado pelas gravadoras OWSLA e pela Inspected. Michael Sundius, do site Dancing Astronaut, disse que o EP foi "um lançamento magnífico". Em novembro, em apoio ao Movember, KOAN Sound, Culprate, Reso e Asa lançaram o single "Cascade". Esta canção foi posteriormente colocada na coletânea "The Movember Collection", em 2017, que também conta com participações de Gemini, Sorrow e Opiuo. No mesmo mês, um usuário do Beatport roubou faixas do EP Sanctuary e publicou-as como se as músicas fossem de sua autoria. No dia 13 de março de 2014, KOAN Sound lançou uma prévia de um novo EP: Dynasty. Foi posteriormente lançado em 1 de abril, a partir da OWSLA. Michael Sundius, da Dancing Astronaut, disse que "a reamostragem no EP é uma das mais criativas até o momento". Sarah Polonsky, do site Vibe, disse que "[e]sperar o inesperado é uma boa regra de ouro no que diz respeito à Koan [sic] Sound". Uma das faixas, "7th Dimension", entrou na tabela britânica Independent Singles Breakers na posição doze. Um outro EP, Forgotten Myths, foi lançado em 2015 pelas gravadoras Open Outlets e Shoshin.

Polychrome foi um álbum muito aguardado pelos fãs, devido à espera de três anos

Em 9 de julho de 2018, após um hiato de três anos, anunciaram que seu álbum de estreia, Polychrome, estava completo. Um teaser foi lançado em 1 de novembro. O álbum foi totalmente lançado no dia 7 de setembro na Shoshin, sua própria gravadora.
Queríamos que o álbum fosse escutável, mas também funcionasse ao vivo ao mesmo tempo - essa foi a parte mais difícil.  Fizemos todas as faixas como uma peça cinematográfica;  cada um conta uma história.  Não há muita repetição em termos de estrutura e organização, e cada uma delas progride de maneira que possamos tocá-la ao vivo por inteiro.
— KOAN Sound sobre as canções de Polychrome.

A partir do álbum, foi feita uma turnê mundial, que começou em fevereiro de 2019. KOAN Sound disse que o álbum foi o maior projeto que eles já haviam completado até a época, tanto em quantidade como em complexidade. Em agosto de 2019, anunciaram um novo EP, Intervals Above, junto com uma turnê In Parallel que foi feita em conjunto com o músico Haywyre, nos Estados Unidos e no Canadá. O EP foi lançado totalmente em 6 de setembro. No dia 20 do mesmo mês, eles se tornaram um artista destacado no jogo de ritmo osu!, o que signfica que músicas selecionadas da dupla podem ser usadas no jogo livremente; neste caso, músicas do álbum Polychrome e do EP Intervals Above. Em março de 2020, lançaram o single "Virtue". O site Grit Daily disse que a canção "é uma prova do fato de que você não precisa de vocais para transmitir emoções e que a música eletrônica pode ser muito mais do que apenas dançar". Em 8 de maio de 2020, publicaram em seu canal oficial um teaser de um novo EP, Silk Wave. KOAN Sound participaria do Elements Music and Arts Festival entre 22 e 25 de maio, mas o evento foi cancelado devido à pandemia de COVID-19. Entretanto, o evento fez uma parceria com o site Dancing Astronaut e foi feita, no lugar, uma livestream, intitulada "U Sexy Beach". O EP Silk Wave foi lançado totalmente no dia 29, em sua própria gravadora. Mitchell Rose, do site Dancing Astronaut, achou notável as participações especiais de vocalistas, que não eram presentes em lançamentos de estúdio de KOAN Sound desde 2013.
Em janeiro de 2021, foi publicado um remix da canção "Distance", de Apashe. Em maio, foi lançado o EP Chronos.

## Estilo musical
O estilo musical de KOAN Sound já foi descrito como dubstep, electro-funk, neuro-funk, drum and bass, glitch-hop, e neurohop. As bandas Rage Against the Machine e Incubus foram citadas como suas influências iniciais, além do cenário de música underground de Bristol. Antes da formação oficial da dupla, eles exploraram música eletrônica a partir de artistas como The Prodigy, Noisia e Spur. KOAN Sound ficou conhecida incialmente como uma dupla de dubstep, mas passaram a mostrar uma variedade maior de estilos a partir do EP Max Out (2011)

## Discografia
- 2018: Polychrome